# Berta de Lotaríngia
Berta de Lotaríngia (863 - 8 de març de 925 a Lucca) fou una noble toscana, a qui les circumstàncies van portar a fer una intensa vida política.
Era filla de Lotari II de Lotaríngia i de la seva segona dona Waldrada, excomunicada pel papa Nicolau I per concubinatge. Es va casar amb Teobald d'Arle, comte d'Arle, que era nebot de Teutberga (l'esposa de Lotari II), i un cop vídua, amb Adalbert II, marquès de Toscana. Quan Adalbert va morir, al 915, el seu fill Guy esdevingué comte després duc de Lucca i marcgravi de Toscana, sota la regència de Berta fins al 916.
A la bellesa, unia l'esperit i el valor, i també l'ambició. Immediatament després del matrimoni, Teobald va donar suport a la rebel·lió del seu cunyat Hug contra el nou rei de Francònia Occidental, Lluís III de França, dit el Jove, que els va derrotar per primera vegada l'any 880, en aliar-se amb el seu germà, el rei d'Aquitània, Carloman II, i el seu cosí, el rei d'Alemanya, tot just elegit rei d'Itàlia i futur emperador Carles el Gras. Una nova derrota els va infligir les tropes d'Enric de Nèustria, flanquejades per Adalard el Senescal.
Un cop vídua i tornada a casar, es va immiscuir en els afers italians i va empènyer el seu marit a organitzar la revolta contra el rei d'Itàlia, Berenguer I, a favor del rei de Provença, Lluís III el Cec (900), un altre descendent de Lotari I, que ella va fer coronar rei d'Itàlia, després emperador. Vídua per segona vegada (915), va intentar en va l'any 920 de posar el seu fill gran, Hug d'Arle, en el tron d'Itàlia. Mai va veure concretar el seu projecte, que es va dur a terme un any després de la seva mort, en particular gràcies a la ferotge voluntat de la germanastra d'Hug, Ermengarda de Toscana, vídua del marquès d'Ivrea, Adalbert I d'Ivrea.
Bertha també és coneguda per la seva curiosa correspondència amb el califa Al-Muktafi l'any 906, en la qual es descriu a si mateixa amb certa arrogància com a «reina dels francs» com es devia sentir en ser descendent de Carlemany. Aquestes cartes són interessants perquè sembla tenir poc coneixement de la política o la cultura del califat de Bagdad. Aleshores buscavar una aliança matrimonial entre ella i l'emir de Sicília, sense saber que al-Mukfati hi tenia poca influència, sobre la colònia aglabita a Sicília. I en canvi, mostren com ja era una dona «poc medieval», per tal com es posava al mateix nivell que els màxims dirigents polítics de la seva època, hi negociava i, si calia, s'hi enfrontava.
Berta de Lotaríngia està enterrada a la catedral de Sant Martí de Lucca, on encara avui es pot llegir el seu epitafi: «Aquesta dona, columna forta i ferma, era famosa... Amb la saviesa del seu parer va guiar molts governs, i la gran gràcia de Déu va estar sempre al seu costat... virtut, glòria i llum de tota la pàtria [...]».  

## Genealogia
```
Lotari II de Lotaríngia
 (vers 
825
- † 
869
).
1) esposa 
Teutberga
 (vegeu 
Bosònides
)
2) concubina Waldrada 
├─De 2 
Hug
 (vers 
855
-† després de 
895
 a l'
abadia de Prüm
) 
├─De 2 Gisela (?-?). casada amb el cap normand Godofreu 
└─De 2 
Berta
 (?-†
925
).
1) casada amb 
Teobald d'Arle
 (
Bosònides
) (879)
2) casada amb 
Adalbert II de Toscana

│ 
├─De 1 
Hug d'Arle
 (vers 
885
-†
947
), 
comte d'Arles
, 
rei d'Itàlia
 (
924
-
945
), (
Bosònides
)
├─De 1 
Bosó d'Arle
 o Bosó I d'Arle (
885
-†
936
) conegut també com Bosó VI de Provença (
Bosònides
)
├─De 2 
Guiu de Toscana
 (?-?).
└─De 2 
Lambert de Toscana
 (?- † després de 938). marquès de Toscana de 
931
, cegat per ordre del seu germanastre 
Hug d'Arle
 el 931.
```